# Armeniens fodboldforbund
Armeniens fodboldforbund (FFA) (armensk: Հայաստանի ֆուտբոլի ֆեդերացիան) er det øverste ledelsesorgan for fodbold i Armenien. Det administrerer Armeniens Premier League og landsholdet og har hovedsæde i Jerevan.
Forbundet blev grundlagt og fik medlemskab i FIFA i 1992 og blev medlem af UEFA i 1993.

## Ekstern henvisning
- FFA.am

| Fodbold | Spire Denne artikel om en fodboldorganisation er en spire som bør udbygges. Du er velkommen til at hjælpe Wikipedia ved at udvide den. |

40°10′35″N 44°31′16″Ø / 40.176319444444°N 44.521111111111°Ø